# Trudoliubivka, Bahciîsarai
Trudoliubivka (în ucraineană Трудолюбівка) este un sat în comuna Skalîste din raionul Bahciîsarai, Republica Autonomă Crimeea, Ucraina.

## Demografie
Componența lingvistică a localității Trudoliubivka
     Rusă (62,26%)
     Tătară crimeeană (23,15%)
     Ucraineană (4,86%)
     Alte limbi (0,77%)
Conform recensământului din 2001, majoritatea populației localității Trudoliubivka era vorbitoare de rusă (62,26%), existând în minoritate și vorbitori de tătară crimeeană (23,15%) și ucraineană (4,86%).